# Noilhan
Noilhan är en kommun i departementet Gers i regionen Occitanien i sydvästra Frankrike. Kommunen ligger i kantonen Samatan som tillhör arrondissementet Auch. År 2022 hade Noilhan 391 invånare.

## Befolkningsutveckling
Antalet invånare i kommunen Noilhan
Referens:INSEE